# Lakim Shabazz
Lakim Shabazz (născut Larry Walsh; n. 12 decembrie 1968, Newark, New Jersey, SUA) este un fost rapper american din New Jersey. El a fost unul dintre fondatorii formației Flavor Unit. A fost influențat de Grandmaster Flash, Kool Moe Dee, Rakim, Kane ș.a.

## Discografie

### Single-uri
- „Pure Righteousness” (1988)
- „Black is Back” (1988)

### Albume
- Pure Righteousness (1988)
- The Lost Tribe of Shabazz (1990) (#78 în Top R&B/Hip-Hop Albums)[6]